# الشاهد (حزم العدين)

تعديل مصدري - تعديل

الشاهد محلة تابعة لقرية نوابة، التابعة لعزلة حقين بمديرية حزم العدين إحدى مديريات محافظة إب في الجمهورية اليمنية، بلغ تعداد سكانها 70 حسب تعداد اليمن لعام 2004.